# ゆきのはなふる
『ゆきのはなふる』は、わかつきめぐみによる日本の漫画。いわゆる主様シリーズの連作を収録して、2006年6月に白泉社のジェッツコミックスから刊行された単行本『ゆきのはなふる』に、書き下ろしで収録された。

## 概要
作者が1990年から断続的に発表してきた和風ファンタジー連作の一つで、人間によく似た「人形」に対して抱く心の揺れを一定のテンションを保ちつつ描き出した中編作品。人工知能と人間との関係について描いた作者初期の代表的な短編「トライアングル・プレイス」（1984年）との関連性も指摘されている。
単行本に同時収録されている短編「あわゆき、ふわり」（『月刊メロディ』2004年4月号掲載）は、発表の見込みがないまま作者が本作のストーリーを構想していた時期に、本作の設定の一部を利用して描いたスピンオフ作品。

## あらすじ
不香花洞の「主様」で雪を降らせる「雪師」の幻宵はある日、池に落ちてきた人間そっくりの少女の人形と出会う。洞の侍女たちや交流のある眉掃山の香珠姫たちが人形を可愛がっていたある日、「雪花」と名付けたその人形は幻宵が口ずさんだ伝承の唄に反応して動き出す。幻宵は激しい戸惑いを覚え始める。

## 主な登場人物
幻宵（げんしょう）
主人公。不香花洞（ふきょうかどう）の男の主で雪を降らせる「雪師（ゆきし）」。眼鏡をかけた真面目な青年で、雪を降らせる動物「玉螟（ぎょくめい）」たちを飼う。玉螟に水を飲ませるために訪れた池で、がけの上から落ちてきた少女の人形に出くわし、「雪花」と名付ける。物である「人形」であるにもかかわらず、雪花に対し、人間に対するものと同じ「情」が心の中に芽生えてくることに戸惑う。
雪花（ゆきか）
人間そっくりの少女の人形。肌は玉螟の毛を集めて織った「雪花布（せっかふ）」で出来ている。不香花洞の侍女たちや香珠らが声をかけ可愛がっていたある日、幻宵の唄に反応してぎごちなく動き始める。
香珠（こうじゅ）
眉掃山（まゆはきやま）の女の主。既にそれなりの年齢を重ねているが未婚。主様シリーズ後期の中心キャラクター。幻宵とは旧知でたびたび不香花洞を訪れては侍女たちと一緒に雪花と交流を深める。
央夏（おうか）
不香花洞の上の菁峨山（せいがさん）の男の主で幻宵の旧友。やや女たらしの気があるが、雪花に戸惑いながら元の持ち主を捜そうとする幻宵を手助けする。

## 単行本収録作品
本作を表題作とし、作者が1990年から2004年までに白泉社の『LaLaDX』『ルナティックLaLa』『月刊メロディ』に発表した主様シリーズの7作品を合わせて収録した。
主様シリーズは、自然界の山々を見守り、自然現象をつかさどる男女の神々「主様」たちの日々を描いた平安調和風ファンタジーの作品群。単行本収録作品以外に関連作品として「卵売り峰曽太の日常」（『月刊LaLa』1990年3月号 - 1990年5月号掲載、花とゆめコミックス『グレイテストな私達』2巻収録）が存在する。
1998年までの5作品は梔子山の茜姫（くちなしやまのあかねひめ）と鶉山の秋水様（うずらやまのしゅうすいさま）、表題作を含む2003年以降の3作品は眉掃山の香珠姫が中心キャラクターを務めている。
（かっこ内は掲載誌）
- くちなしの薫る頃 (1990年LaLaDX7月10日号、花とゆめコミックス『グレイテストな私達』1巻・JETS COMICS『黄昏時鼎談』再録)
- 春は花笑み (1991年LaLaDX4月10日号、JETS COMICS『黄昏時鼎談』再録)
- 天つ水降り (1991年LaLaDX7月10日号、JETS COMICS『黄昏時鼎談』再録)
- 雨の宮　風の宮 (1995年ルナティックLaLa12月10日号、JETS COMICS『言の葉遊学』再録)
- 雨の宮　風の宮・春の虹 (1996年ルナティックLaLa6月20日号、JETS COMICS『言の葉遊学』再録)
- はるつぼみ桜色 (2003年月刊メロディ4月号)
- あわゆき、ふわり (2004年月刊メロディ4月号)
- ゆきのはなふる (2006年単行本書き下ろし)